# Каур, Харнаам
Харнаам Каур (англ. Harnaam Kaur, род. 29 ноября 1990 года) — британская модель, активистка, выступающая против травли, бодипозитивистка. Живет в Лондоне, Великобритания.

## Биография
Каур родилась в Слау 29 ноября 1990 года. В возрасте 12 лет у Каур был диагностирован синдром поликистозных яичников (СПКЯ), который приводит к повышенному уровню андрогенов у женщин. Одним из симптомов СПКЯ является гирсутизм. Первоначально Каур старалась удалять волосы на лице из-за постоянной травли со стороны окружающих, но потом пришла к принятию своего необычного внешнего вида и стала бодипозитивисткой. В интервью журналу Rock N Roll Bride Каур сказала о своем решении оставить бороду:
Я решила сохранить бороду и сделать шаг вперед против ожиданий общества в отношении того, как должна выглядеть женщина. Сегодня у меня нет суицидальных мыслей и я не занимаюсь селфхармом, сегодня я счастлива, живя как молодая красивая бородатая женщина. Я поняла, что это моё тело, у меня есть только оно и нет другого тела, поэтому я могу любить его безоговорочно.

## Карьера
Каур работала преподавателем в начальной школе в Хальсе, прежде чем привлекла внимание СМИ в 2014 году.
В марте 2015 года фотограф Элбанк включил фотографию Каур в свою выставку проходившую в Сомерсет-Хаус в Лондоне, где были представлены портреты более 80 людей с бородами.
В ноябре 2015 года Каур, в качестве оратора и представителя, присоединилась к кампании «Eff Your Beauty Standards», основанной Тесс Холлидей.
В июне 2015 года Каур  была сфотографирована Луизой Култхерст из Urban Bridesmaid Photography для журнала Rock N Roll Bride.
В марте 2016 года Каур стала первой женщиной с бородой, которая пошла на лондонскую Неделю моды.
В мае 2016 года художница-концептуалистка Аннелис Хофмейр представила Каур в своем проекте «Trophy Wife Barbie», где Хофмейр изменила куклу Барби так, чтоб кукла выглядела как Каур.
В июле 2016 года музыкант Айша Мизра представила Каур в клипе на песню «Fuck me or Destroy Me».
В сентябре 2016 года Каур была включена в Книгу рекордов Гиннеса как самая молодая бородатая женщина в мире.
В марте 2017 года Каур была представлена в статье Teen Vogue «Инстаграммеры бросают вызов стигматизации волос на лице».
В августе 2017 года Каур сотрудничала с компанией по уходу за волосами Captain Fawcett для создания и дизайна средства для ухода за бородой.

## Правозащитная деятельность
В интервью и в социальных сетях Каур ссылается на травлю и домогательства, с которыми она сталкивалась, будучи подростком, что привело её к селфхарму и попыткам самоубийства. В 2017 году Каур участвовала в панельных дискуссиях в палате парламента по темам, касающимся психического здоровья, кибербуллинга, ЛГБТ+ и того, как социальные сети, компании, школы и правительство могут помочь в разработке позитивных образов тела.
Каур использует свои профили в Instagram, Twitter, Facebook и YouTube, чтобы участвовать в многочисленных правозащитных кампаниях. Она часто публикует материалы, чтобы повышать осведомленность о бодишейминге, кибербуллинге и психических заболеваниях. Каур также стремится бросить вызов гендерным стереотипам в СМИ.

## Личная жизнь
Хотя Каур назвала свое обращение в сикхизм в 16 лет одной из причин, по которой она перестала удалять волосы на лице, она не считает себя религиозной. Традиционно сикхизм запрещает стрижку волос. Она продолжает носить тюрбан или другие головные уборы, что является традицией сикхизма в традиции Кхалса.
Каур заявила, что назвала свою бороду Сундри, что означает «красота» или «красивый», и обращается к своей бороде в женском роде.